# Cylindraspis inepta
Espèce
Synonymes
- Testudo neraudii Gray, 1831
- Testudo inepta Günther, 1873
- Testudo boutonii Günther, 1875
- Testudo sauzieri Gadow, 1894

Statut de conservation UICN

 EX  : Éteint
Cylindraspis inepta est une espèce éteinte de tortues de la famille des Testudinidae.

## Répartition
Cette espèce était endémique de l'île Maurice.
Aucune de ces tortues terrestres géantes n'a pu être observée depuis le début du XVIIIe siècle.

## Publication originale
- (de) Günther, 1873 : Preliminary notice of some extinct tortoises from the islands of Rodriguez and Mauritius. Annals and Magazine of Natural History, ser. 4, vol. 11, p. 397 (texte intégral).